# Meade Instruments
Meade Instruments ist ein US-amerikanischer Hersteller von astronomischen Teleskopen und Zubehör. Zum Programm gehören in erster Linie katadioptrische Teleskope der Typen Schmidt-Cassegrain und Maksutov sowie Spiegelteleskope nach Newton. Daneben werden auch Refraktoren angeboten.

## Geschichte

### Anfänge
Das Unternehmen wurde im Jahre 1972 in Irvine als Ein-Mann-Unternehmen mit einem Startkapital von 2500 $ gegründet. Anfangs bestand das Geschäft im Versandhandel kleiner Linsenfernrohre. Ab 1973 enthielt das Meade-Programm orthoskopische und Kellner-Okulare. Kurz darauf präsentierte Meade verschiedene Arten von Filtern und sonstiges Teleskop-Zubehör. 1977 stellte Meade die ersten eigenen Newton-Spiegelteleskope mit einem Hauptspiegel-Durchmesser vom 6 bzw. 8 Zoll her. Die Teleskope waren auf Deutschen Montierungen angebracht und waren ein überraschender Verkaufserfolg.

### 1980er Jahre
Nach drei Jahren Entwicklung kamen 1980 die ersten Meade Schmidt-Cassegrain-Teleskope (Abkürzung SC) auf den Markt. Schmidt-Cassegrain-Teleskope sind kompakte katadioptrische Spiegelteleskope, d. h. Spiegelteleskope mit mindestens einer Linse. Diese Bauart war zuvor nahezu allein von der ebenfalls amerikanischen Firma Celestron vermarktet worden. Typisch war von Anfang an die Aufstellung der Schmidt-Cassegrains auf einer parallaktischen Gabelmontierung, wobei sich im Fuß der Gabel ein Synchronmotor zur Nachführung befand. In den 1980er Jahren entwickelte Meade quarzgesteuerte Schneckenradantriebe, die bei den höherwertigen Modellreihen LX3, LX5 und LX6 alternativ zum Synchronantrieb enthalten waren. Danach wurden Zweiachsantriebe und digitale Teilkreise mit optischen Encodern eingeführt. Einen vorläufigen Höhepunkt bildeten computergestützte digitale Teilkreise, die astronomische Objekte gespeichert enthielten und den Beobachter mit Hilfe eines Kreuzes aus Leuchtdioden den Weg zu den richtigen Koordinaten am Himmel wiesen.

### 1990er Jahre
Nachdem Celestron schon zuvor sein erstes vollautomatisches Modell „Compustar“ vorgestellt hatte, brachte Meade im Jahre 1992 ebenfalls voll computergesteuerte Teleskope der erfolgreichen Modellreihe LX200 heraus. 1994 wurde von Meade das erste seriengefertigte 16-Zoll-SC-Computerteleskop hergestellt.
In Deutschland wurden Meade-Produkte bis Anfang der 1990er Jahre vom Kosmos-Service in Stuttgart vertrieben. Seit 1994 ist Meade in Deutschland durch den Exklusiv-Distributor ASTROCOM GmbH vertreten, der den Großhandel im Jahre 2000 an die Meade Europe GmbH abgab. Seit 1997 ist Meade eine an der New Yorker NASDAQ notierte Aktiengesellschaft.

### 2000 bis heute
Im Oktober 2004 wurde die Coronado Technology Group von Meade für einen Kaufpreis von 2,5 Millionen US-Dollar übernommen. Damit erweiterte Meade sein Portfolio im Amateur- und Profibereich auf die Sonnenbeobachtung in den Wellenlängen H-Alpha (Wasserstoff-Linie) und Ca-K (Kalzium-Linie).
Das meistverkaufte Meade-Teleskop war im Jahr 2008 das LX200ACF (Nachfolger des LX200GPS). Die Optik wurde anfangs aufgrund ihrer Abbildungseigenschaften als ein modifiziertes Ritchey-Chrétien-Cassegrain-System beworben, gleicht jedoch äußerlich einem herkömmlichen Schmidt-Cassegrain-Teleskop. Es ist mit verschiedenen optischen Tuben zwischen 8 und 16 Zoll Öffnung zu haben. Daneben ist eine neue Modellreihe mit der Bezeichnung RCX400 und Optiken von 10 bis 20 Zoll Öffnung eingeführt worden. Nach einem mit einem Vergleich beendeten Rechtsstreit um die Berechtigung des Ausdrucks Advanced Ritchey-Chrétien für diese Art Fernrohr verkauft Meade diese Teleskope nun unter den Bezeichnungen LX200ACF und LX400ACF. Das Kürzel ACF steht dabei für Advanced Coma Free, da diese Konstruktion gegenüber der Schmidt-Cassegrain-Bauweise eine deutlich geringere Koma aufweist.
2009 wurde zur Verbesserung der finanziellen Situation von Meade Instruments deren Tochtergesellschaft Meade Europe an die Bresser GmbH verkauft. Auch als Teil von Bresser werden weiterhin Meade-Produkte unter dem Namen Meade vertrieben.
2013 wurde Meade an den chinesischen Optikhersteller Ningbo Sunny Electronic Co., Ltd. (kurz Sunny) verkauft, nachdem Verhandlungen mit einem anderen großen chinesischen Optikhersteller, Jinghua Optics & Electronics Co. Ltd. (JOC), bereits weit gediehen waren.
2019 meldete Meade Insolvenz an. Am 1. Juni 2021 wurde Meade Instruments von Orion Telescopes & Binoculars übernommen. Unter der Marke Meade sollen weiterhin Produkte entwickelt, hergestellt und vertrieben werden.
2024 schloss Meade ihren Firmensitz in Kalifornien. Es gab erneut Hinweise auf eine drohende Insolvenz.